# دورنیه دو پی
دورنیه دو پی (به انگلیسی: Dornier_Do_P) یک هواگرد از نوع بمب‌افکن سنگین ساخت شرکت دورنیه فلوکتسایک‌ورک در آلمان است. هواگرد دورنیه دو پی نخستین پروازش را در ۳۱ مارس ۱۹۳۰ میلادی انجام داد.